# New York New York (Manga)
New York New York (jap. ニューヨーク・ニューヨーク, Nyū Yōku Nyū Yōku) ist eine Mangaserie der japanischen Zeichnerin Marimo Ragawa, die von 1995 bis 1998 in Japan erschien. Das Werk wurde in mehrere Sprachen übersetzt und ist in die Genres Shōnen-ai und Drama einzuordnen.

## Handlung
Der 24-jährige Kain Walker ist Anfang der 1990er Jahre Polizist in New York City, oft geht er gemeinsam mit seinem Kollegen Daniel Howard auf Streife. Nach der Arbeit geht Kain häufig in Schwulenbars und lässt sich gern auf One-Night-Stands ein. Vor seinen Kollegen und seiner Familie verbirgt Kain seine Homosexualität. An einem Abend trifft er in der Bar den 22 Jahre alten Mel Frederics. Auch er begleitet Kain nach Hause, und beide verlieben sich. Es entwickelt sich eine Beziehung zwischen den beiden, die sie jedoch weiterhin stets geheim zu halten suchen. Kain fürchtet, dass ihn sein Umfeld nach einem Coming Out ablehnt. Auch sein Kollege Gosh Stoneman, der ebenfalls schwul ist, behält dies für sich und beide reden auf der Arbeit nicht darüber. Mel, der als Bedienung in einem Café arbeitet, hat keine Angehörigen und hatte bis dahin ein unglückliches Leben.
Doch als Mel auf einen früheren Liebhaber trifft, einen deutlich älteren Professor, der ihm früher auch geholfen habe, entstehen erste Konflikte. Aus Eifersucht geht Kain fremd, entschuldigt sich aber schließlich. Die beiden ziehen nun, um mehr Zeit miteinander verbringen zu können, zusammen in ein Haus in Nassau. Dann wird Mel in einen Überfall verwickelt, vergewaltigt und kommt fast um. Einer der Täter dringt bald darauf in ihr Haus ein und bedroht Mel erneut. Es ist Kains Kollege Daniel, der schon lange unglücklich in ihn verliebt ist und sich nun an Mel rächen will. Als Kain und weitere Polizisten eintreffen, können sie Mel retten. Doch wird Daniel dabei erschossen. Durch den Vorfall erfährt auch Kains Vorgesetzter von seiner Beziehung, zeigt aber Verständnis.
Nach allem ist Kain entschlossen, seine Eltern zu besuchen und Mel ihnen vorzustellen, auch wenn beide fürchten, dass sie ihn ablehnen. Bevor sie aber die Reise antreten können, bekommt Mel eine neue Stelle in einer nahen Schwulenbar. Kain macht dies wieder eifersüchtig und er geht erneut fremd. Doch diesmal mit Josh, Mels früheren Liebhaber, wegen dessen er sich fast umgebracht hätte, auf den er zufällig trifft. Von ihm erfährt Kain später auch, dass Mel von seinem Stiefvater vergewaltigt wurde und Prostituierter war, nachdem er von zu Hause weggelaufen ist. Erst ein Professor, auf der traf, half ihm aus dieser Situation wieder heraus. Zwar ist Mel noch entsetzter, dass Kain erneut fremdgegangen ist, doch verzeiht er ihm schließlich.
Die beiden fahren gemeinsam zu Kains Eltern und werden freundlich aufgenommen. Kains Vater kann die Beziehung der beiden akzeptieren – als Lehrer hatte er auch schon einige Male mit Schülern zu tun, die homosexuell waren. Doch seine sehr konservative Frau ist Mel gegenüber sehr abweisend. Nachdem sie sich jedoch besser kennengelernt haben und Kains Mutter mehr über Mel erfahren hat, akzeptiert sie ihn. Zurück in New York erfährt Kain, dass Gosh Stoneman an AIDS leidet und es ihm immer schlechter geht. Er besucht ihn im Krankenhaus, wo er auch auf dessen Frau und Tochter trifft. Zwar hat Gosh seiner Frau von seiner Homosexualität erzählt, doch liebt er seine Familie dennoch und beide leben seitdem weiter zusammen. Nachdem Gosh gestorben ist, trifft Kain bei seiner Beerdigung einen jungen Mann, der ein Liebhaber Goshs war. Nun nach dessen Tod und nachdem er sich vermutlich bei ihm angesteckt hat, ohne dass sie überhaupt eine Beziehung führen konnten, hasst er Gosh Stoneman.
Da sie nun schon so lange zusammenleben, beschließen Kain und Mel zu heiraten. Sie finden eine Kapelle, die sie traut und veranstalten mit Hilfe der Bar, in der Mel arbeitet, eine große Feier. Doch am Tag nach der Hochzeit ist Mel verschwunden. Kain begibt sich auf die Suche nach ihm, geht wochenlang nicht auf Arbeit. Bald kommt seine Mutter, um ihm beizustehen. Als ein abgetrennter Arm mit Mels Ehering gefunden wird, ermittelt schließlich die Polizei. Nachdem sich die FBI-Agentin Luna Pittsburgh einschaltet, da die Verwicklung in eine Mordserie vermutet wird, und Kain die Hoffnung gibt, dass Mel noch lebt, nimmt auch er den Dienst wieder auf und wird mit der Zusammenarbeit mit Agentin Pittsburgh betraut. Sie vermutet denselben Täter wie bei einer Mordserie in Wisconsin einige Jahre zuvor, bei der blonde Frauen und Männer entführt und grausam umgebracht wurden – die Männer oft erst einen Monat nach ihrem Verschwinden. Sie verdächtigt Joey Klein, der als Kind misshandelt wurde und selbst zu sadistischer Gewalt neigte. Seine Stiefmutter und -schwester hasste er, doch zu seinem Stiefbruder empfand er als einzigem Zuneigung. Schließlich brachte er seinen Vater um, wurde jedoch freigesprochen und nach einer psychiatrischen Behandlung entlassen. Doch gibt es nur Indizien, keine Beweise die für seine Täterschaft sprechen, sodass es Agentin Pittsburgh mit der New Yorker Polizei schwer hat.
Tatsächlich hält Joey Klein Mel in einer Hütte in den Bergen gefangen und behandelt ihn als Ersatz für seinen Stiefbruder, der wegen seines Besitz ergreifenden Verhaltens von ihm Abstand genommen hatte. Bald entführt Joey erneut eine Frau, misshandelt und ermordet sie nicht lange danach. Nachdem die Leiche gefunden wird, kommen die Ermittler des FBI und Kain Joey auf die Spur. Zwei Agenten suchen die Hütte auf, werden dort jedoch von Joey umgebracht. Er bricht mit Mel in den Wald auf, um zu fliehen, wird hier aber von Agentin Pittsburgh und Kain abgepasst. Luna Pittsburgh stellt sich als Stiefschwester von Joey heraus und erschießt ihn im Kampf. Mel und Kain überleben die Begegnung nur knapp. In der Zeit nach seiner Entführung kann Mel sich zunächst nur langsam von dem Trauma erholen, dass auch schlechte Erinnerungen und Ängste aus seiner Vergangenheit aufwühlt. Zusätzlich wird das Paar von Journalisten bedrängt und Kain muss nun, da seine Homosexualität allgemein bekannt geworden ist, auf der Arbeit noch mehr Anfeindungen ertragen. Schließlich entfliehen sie all dem zu Kains Eltern und leben von da an in Boston.
Nach einigen Jahren entschließen sich Kain und Mel, ein Waisenkind zu adoptieren. Die fünfjährige Erika wächst glücklich bei ihren beiden Vätern auf. Doch auch sie wird später in der Schule mit Vorurteilen über ihre Eltern konfrontiert, kann auf diese aber stets selbstbewusst reagieren. Als sie erwachsen ist stirbt Mel bereits mit 52 Jahren an Nierenkrebs. Kain lebt noch lange, um schließlich auch seine Urenkel zu erleben. Der Journalist, den Erika geheiratet hat, bittet Kain eines Tages, ihm die Geschichte ihrer Liebe zu erzählen, um daraus ein Buch zu schreiben.

## Entstehung und Veröffentlichung
Die Serie, für deren Entwicklung die Autorin Marimo Ragawa selbst nach New York reiste, erschien erstmals von Ausgabe 19/1995 bis 14/1998 im Magazin Hana to Yume des Verlags Hakusensha. Dieser brachte die Kapitel auch in Form von vier Sammelbänden heraus. Im vierten Band erschien auch die Kurzgeschichte Von mir für dich. Eine deutsche Übersetzung erschien 2002 vollständig bei Panini. Der gleiche Verlag brachte die Serie im selben Jahr auch in Frankreich und bereits 1999 auf Italienisch heraus.
Im Frühjahr 1999 erschien in Japan ein Hörspiel auf CD zum Manga.

## Rezeption
Paul Gravett nennt den Manga in seinem Buch Manga - Sechzig Jahre Japanische Comics ein „bewegendes, 700-seitiges Melodram“. Die Autorin „arbeitet die Stärke ihrer [der Protagonisten] gegenseitigen Zuneigung heraus, indem sie ihre Helden mit Herausforderungen wie dem Coming Out, sexueller Abhängigkeit und den Schwierigkeiten des offenen Zusammenlebens als schwules Paar konfrontiert.“ Mitunter entwickele sich die Geschichte auch zum Thriller. Die deutsche Zeitschrift Funime bezeichnet New York New York als einen der bewegendsten Shounen Ai-Manga, die es zu lesen gibt. Die Charaktere seien durchdacht, der Leser fühle mit ihnen mit, und die Geschichte sei tiefgründig. Gelobt wird auch der „einzigartige“ leicht realistische Stil mit weichen Linien, „der einen ab und an ins Schwärmen kommen lassen kann“. Und auch „einige männliche Leser haben sich schon an der anspruchsvollen Geschichte erfreut“.
In seiner Analyse von stereotypen männlichen Rollen in Mangas für Mädchen nennt Mark McLelland New York New York als Beispiel einer klassischen Rollenverteilung. Mel nimmt dabei den Part ein, der in heterosexuellen Liebesgeschichten von Frauen besetzt wird: schwach, untergeordnet, emotional und mehrfach das Opfer von Verbrechen, aus denen er von seinem Geliebten gerettet wird. Er sei damit zugleich als Identifikationsfigur für viele der weiblichen Leser entworfen.